# Дом здравља Берковићи
Дом здравља Берковићи је здравствена установа у државној својини, чији је оснивач Град Берковићи, а у којој се обавља здравствена делатност на примарном нивоу.

## Запослени
Дом здравља у Берковићима има тек петнаестак запослених, ипак лекари и остало медицинско особљe успевају да стигну до свих пацијената, па и до оних у најудаљенијим селима општине.
Према статистичким подацима Фонда здравственог осигурања Републике Српске, ова установа пацијентима пружа најбољe услуге у Републици Српској. Два лекара опште праксе, један стоматолог и неколико чланова медицинског особља, услуге породичне медицине пружају и пацијентима у местима више десетина километара удаљеним од Берковића.
Иако Дом здравља у Берковићима нема организовану службу хитне помоћи, лекари су у сваком тренутку спремни за интервенције на терену. Рад је организован у две амбуланте породичне медицине, у којима здравствене услуге добија 2.114 регистрованих грађана ове општине. Планирано је реновирање амбуланте у селу Дабрица, које има око сто становника, како би се омогућило стално лекарско присуство у амбуланти неколико дана у седмици.
У марту 2010. године Влада Јапана доделила је Дому здравља Берковићи грант за Пројекат унапређења медицинске опреме у овој здравственој установи. Донацијом је набављена основна медицинска опрема као што су рендген уређај, рендген процесор, стоматолошка столица са компресором, дентални рендген апарат са процесором и дефибрилатор.